# پارک ورزشی مرزی
پارک ورزشی مرزی (به انگلیسی: Boundary Park) یک ورزشگاه فوتبال در بریتانیا است که در اولدهام واقع شده‌است.